# Schierensee
Schierensee település Németországban, Schleswig-Holstein tartományban. Lakosainak száma 368 fő (2023. december 31.).

## Népesség
A település népességének változása:
| Lakosok száma | 352  | 373  | 362  | 354  | 372  | 368  |
|               | 1975 | 2017 | 2019 | 2021 | 2022 | 2023 |